# Contra el viento del norte
Contra el viento del norte —Gut gegen Nordwind, en la edición original en alemán— es una novela del escritor austriaco Daniel Glattauer, publicado en noviembre de 2006.

## Presentación
Emmi Rothner envía por error un correo electrónico a Leo Leike y ella no se da cuenta de las consecuencias. El romance epistolar de un hombre y de una mujer que se ocultan detrás de su computadora, y desarrollan una relación parcialmente protegida por un cierto anonimato, y la impresión de dominar una parte de la libertad. Ellos quedan atrapados en el juego, y tienden a descuidar cada vez más su complicada vida. Pero esa libertad relativa, así como su relación, les traerá problemas.
Esta novela y sus implicaciones en los nuevos significados de la comunicación y su uso es seguida en 2009 por una secuela, Alle sieben Wellen, traducida al español bajo el nombre de Cada siete olas, novela en la cual se relata la continuación y el final de las "aventuras epistolares" de Emmi y Leo.